# جاكي (فلم 2016)
جاكي (Jackie) هو فيلم سيرة ذاتية درامي من إنتاج عام 2016 للمخرج بابلو لارين ومن تأليف نواه أوبنهايم. يدور الفيلم حول حياة جاكي زوجة الرئيس الأميريكي الراحل جون ف. كينيدي منذ اغتياله عام 1963. يقوم بدور البطولة ناتالي بورتمان بدور جاكي ويشاركها بيتر سارسجارد وجريتا جيروج وبيلي كرودب وجون هرت.

## الممثلون
- ناتالي بورتمان بدور جاكلين كندي
- بيتر سارسجارد بدور روبرت كينيدي
- جريتا جيروج بدور نانسي تاكرمان
- بيلي كرودب بدور ثيودور وايت
- جون هرت بدور الأب ريتشارد ماكسوري
- ماكس كاسيلا بدور جاك فالنتي
- بيث غرانت بدور لايدي بيرد جونسون
- ريتشارد غرانت بدور وليام والتون
- كاسبار فيليبسون بدور جون كينيدي
- جون كارول لينتش بدور الرئيس ليندون جونسون
- جولي جود بدور إيثيل كينيدي
- برودي وأيدون واينبيرغ بدور جون كينيدي الإبن.
- ماتيلدا ريبلي بدور جين كينيدي سميث
- باربرا فوليوت بدور بات كينيدي
- ألبيا فينزو بدور بيتر لوفورد
- دايفيد ديبوي بدور جون ميتزنر
- باتريك هامل بدور سارجنت شرايفر
- فريدريك أدلر بدور يونيس كينيدي
- ستيفات أون بدور تشارلز كولينعتونناتالي بورتمان التي قامت بمجهود جبار من الأبحاث في التحضير لهذا الدور.
- سوني بيلانت بدور كارولين كينيدي
- سارة فيرهاغن بدور ماري كاليهير
- جورجي غلين بدور روز كينيدي
- رولاند بيدو بدور بابلو كاساراس

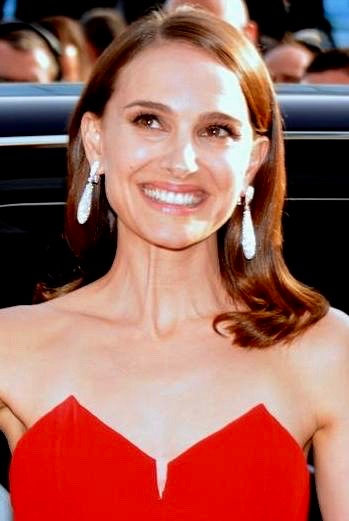
ناتالي بورتمان التي قامت بمجهود جبار من الأبحاث في التحضير لهذا الدور.

- ويليم بو دالبيناس بدور هيو أونتشينكلوس
- نيكلاس غويغو بدور جايمس آوتشينكلوس
- دابفيد فريسمان بدور جاك بروكس
- إيريك سوبولي بدور بن برادلي
- كريغ سيشلر بدور جون كونالي
- ايمانويل هيرالوت بدور روبرت ماكنمارا

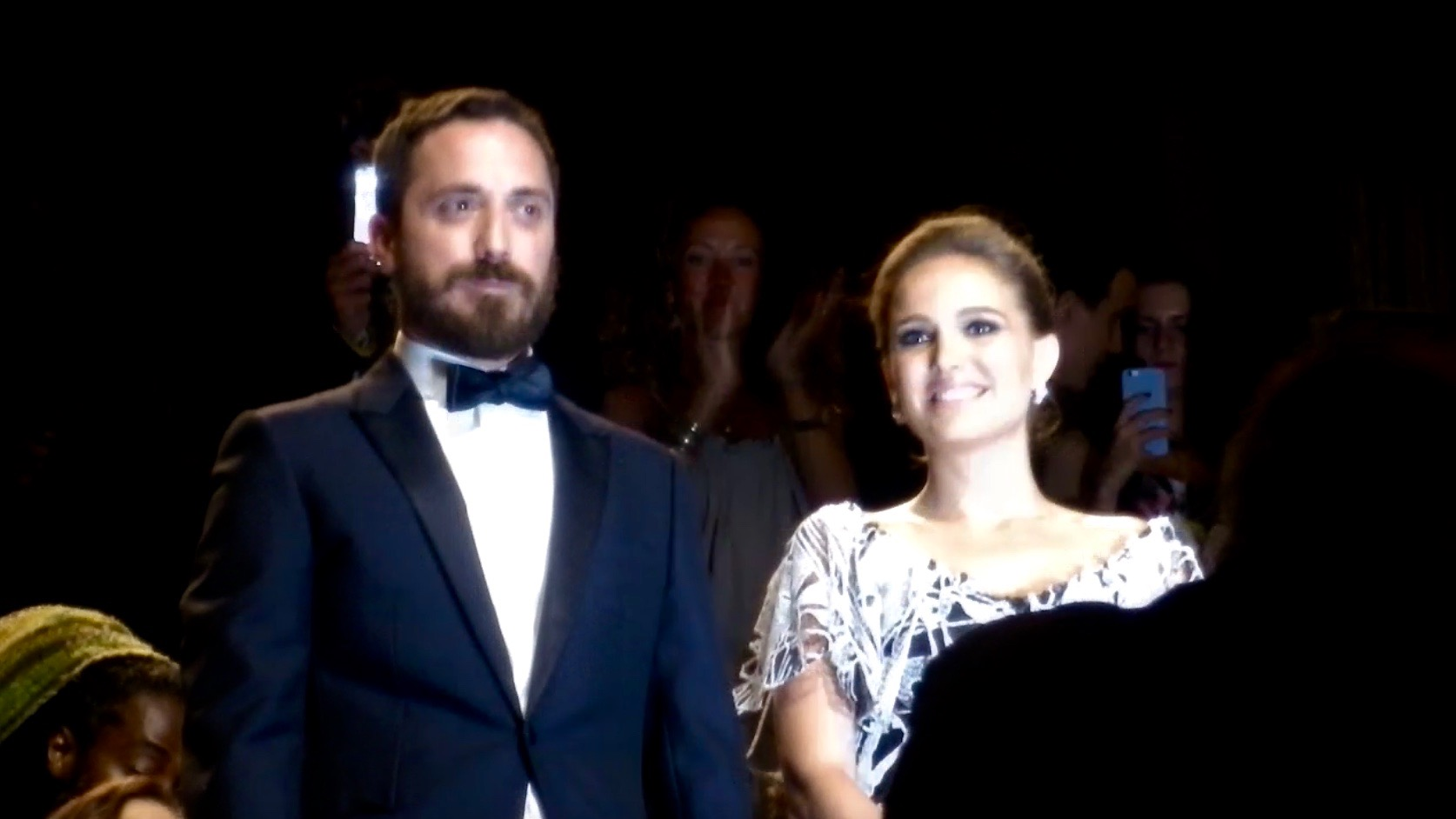
لمخرج بابلو لارين والممثلة ناتالي بورتمان خلال اطلاق الفيلم في مهرجان البندقية في عام 2016

- سيرج اونتينينتي بدور شارل ديغول
- رببيكا كومبتون بدور نيلي كوناللي
- دايفيد كافيس بدور كلينت هيل

## وصلات خارجية
- الموقع الرسمي
- جاكي على موقع IMDb (الإنجليزية)
- جاكي على موقع ميتاكريتيك (الإنجليزية)
- جاكي على موقع روتن توميتوز (الإنجليزية)
- جاكي على موقع نتفليكس (الإنجليزية)
- جاكي على موقع قاعدة بيانات الأفلام العربية
- جاكي على موقع ألو سيني (الفرنسية)
- جاكي على موقع Turner Classic Movies (الإنجليزية)
- جاكي على موقع أول موفي (الإنجليزية)
- جاكي على موقع بوكس أوفيس موجو (الإنجليزية)
- جاكي على موقع فيلمافينيتي (الإسبانية)